# Diana Chalá
Diana Verónica Chalá Zamora (Jipijapa, 20 de mayo de 1982) es una deportista ecuatoriana que compitió en judo. Ganó tres medallas en el Campeonato Panamericano de Judo entre los años 2003 y 2005.

## Palmarés internacional
| Campeonato Panamericano | Campeonato Panamericano       | Campeonato Panamericano | Campeonato Panamericano |
| Año                     | Lugar                         | Medalla                 | Categoría               |
| ----------------------- | ----------------------------- | ----------------------- | ----------------------- |
| 2003                    | Salvador (Brasil)             | Medalla de bronce       | –70 kg                  |
| 2004                    | Isla de Margarita (Venezuela) | Medalla de bronce       | –70 kg                  |
| 2005                    | Caguas (Puerto Rico)          | Medalla de oro          | –70 kg                  |